# Rattus giluwensis
Rattus giluwensis és una espècie de mamífer rosegador de la família dels múrids. És endèmica de la part alta del mont Giluwe i pics propers (Papua Nova Guinea). Viu a altituds d'entre 2.195 i 3.660 msnm.